# HD 143699
HD 143699，又名CD-3810832，SAO 207276、HR 5967，是一颗恒星，视星等为4.89，位于銀經339.12，銀緯10.43，其B1900.0坐标为赤經15h 56m 45s，赤緯-38° 10.43′ 24″。